# Central hidroeléctrica La Mina
La central Hidroeléctrica La Mina es una planta transformadora de energía hidráulica en eléctrica ubicada en la comuna de San Clemente, Región del Maule. Aprovecha las aguas del río Maule para la generación de 34 MW que corresponden al consumo de 30 mil hogares aproximadamente. 
La planta comenzó a funcionar en 2017 y es la quinta central de la empresa Colbún que ha sido acreditada para compensar emisiones.

Embalses y centrales hidroeléctricas en la cuenca del río Maule.